# 托马斯·施密特
托马斯·施密特（德語：Thomas Schmidt，1976年2月18日—），德国男子皮划艇运动员。他曾代表德国参加2000年和2004年夏季奥林匹克运动会皮划艇比赛，其中2000年奥运会获得一枚金牌。